# Angel Floro Martínez
Angel Floro Martínez IEME (* 24. Februar 1940 in Aýna; † 14. März 2023 in Gweru) war ein spanischer Ordensgeistlicher und römisch-katholischer Bischof von Gokwe in Simbabwe.

## Leben
Angel Floro Martínez studierte Philosophie am Priesterseminar in Albacete und Katholische Theologie am nationalen Missionsseminar in Burgos. 1964 trat er der Ordensgemeinschaft des Instituto Español de San Francisco Javier para Misiones Extranjeras bei und empfing am 28. Juni 1965 das Sakrament der Priesterweihe.
Floro Martínez wurde 1965 als Missionar nach Rhodesien entsandt, wo er im Bistum Hwange wirkte. 1967 setzte er seine Studien in Philadelphia fort und erwarb einen Master. Danach war Floro Martínez an einem Pastoralzentrum in Uganda tätig. Von 1980 bis 1986 leitete er das nationale Ausbildungszentrum für Katecheten in Hwange und das Kleine Seminar. Nachdem Floro Martínez im Anschluss kurzzeitig in der Organisation der Missionsarbeit in Madrid gewirkt hatte, wurde er Generalvikar und Ökonom des Bistums Gokwe. In dieser Funktion war er mit der Koordination des Baus der Kathedrale St. John the Baptist in Gokwe betraut. Ab 9. Februar 1999 leitete Floro Martínez das vakante Bistum Gokwe als Diözesanadministrator.
Papst Johannes Paul II. ernannte ihn am 15. Oktober 1999 zum Bischof von Gokwe. Die Bischofsweihe spendete ihm der Bischof von Masvingo, Michael Dixon Bhasera, am 19. Februar 2000 in der Kathedrale St. John the Baptist in Gokwe; Mitkonsekratoren waren Erzbischof Peter Paul Prabhu, Apostolischer Nuntius in Simbabwe, und Ignacio Prieto Vega IEME, emeritierter Bischof von Hwange. Sein Wahlspruch I came so that they may have life to the full („Ich bin gekommen, damit sie das Leben in Fülle haben“) stammt aus Joh 10,10 .
2005 nahm Floro Martínez an der elften ordentlichen Generalversammlung der Bischofssynode zum Thema Die Eucharistie: Quelle und Höhepunkt des Lebens und der Sendung der Kirche teil. Ab 2007 war er zusätzlich Generalsekretär des Inter-Regional Meeting of Bishops of Southern Africa (IMBISA). Von 2010 bis 2014 fungierte er zudem als Präsident der Simbabwischen Bischofskonferenz. Am 17. Dezember 2015 erhielt Angel Floro Martínez den Orden de Isabel la Católica (Komtur).
Papst Franziskus nahm am 28. Januar 2017 seinen altersbedingten Rücktritt an. Floro Martínez starb im März 2023 im General Hospital in Gweru und wurde auf dem Friedhof der Uganda Martyrs Mission in Gokwe beigesetzt.